# Across the Universe
Across the Universe – amerykański film musicalowy z 2007 roku w reżyserii Julie Taymor. Scenariusz, napisany przez Dicka Clementa i Iana La Frenaisa, zawierał 33 kompozycje stworzone przez członków zespołu The Beatles.
W filmie w rolach głównych wystąpili Jim Sturgess, Evan Rachel Wood, Joe Anderson i T.V. Carpio oraz Dana Fuchs i Martin Luther McCoy. Gościnnie pojawili się Bono, Eddie Izzard, Joe Cocker, Salma Hayek i inni.
Premiera filmu miała miejsce w Stanach Zjednoczonych 12 października 2007. Across the Universe był nominowany do nagrody Złotego Globu i Oscara. Dwóch członków obsady wystąpiło podczas 50. rozdania nagród Grammy, śpiewając piosenkę Beatlesów Let It Be.

## Obsada

### Główne role
- Evan Rachel Wood jako Lucy Carrigan
- Jim Sturgess jako Jude Feeny
- Joe Anderson jako Maxwell „Max” Carrigan
- Dana Fuchs jako Sadie
- Martin Luther McCoy jako Jojo
- T. V. Carpio jako Prudence

### Gościnnie
- Bono jako Dr. Robert
- Eddie Izzard jako Mr. Kite
- Salma Hayek jako Bang Bang Shoot Shoot Nurse (pielęgniarka)
- Joe Cocker jako Żul/Alfons/Szalony hippis
- Robert Clohessy jako Wes Huber
- Linda Emond jako Mrs. Carrigan
- Logan Marshall-Green jako Paco
- Harry J. Lennix jako sierżant wojskowy
- James Urbaniak jako menadżer Sadie
- Spencer Liff jako Daniel
- Dylan Baker jako ojciec Maxa

## Muzyka
Muzyka wykorzystana w filmie opiera się na 33 kompozycjach napisanych przez zespół The Beatles
Lista utworów (w kolejności jak się pojawiają):
1. „Girl” – Sturgess
2. „Hold Me Tight” – Wood, Hogg
3. „All My Loving” – Sturgess
4. „I Want to Hold Your Hand” – Carpio
5. „With a Little Help from My Friends” – Anderson, Sturgess, koledzy z dormitorium
6. „It Won't Be Long” – Wood, studenci
7. „I've Just Seen A Face” – Sturgess, Anderson
8. „Let It Be” – Woods, Mitchum, chór kościelny
9. „Come Together” – Cocker, McCoy
10. „Why Don't We Do It In The Road?” – Fuchs
11. „If I Fell” – Wood
12. „I Want You (She's So Heavy)” – Anderson, Fuchs, Carpio, żołnierze
13. „Dear Prudence” – Fuchs, Sturgess, Wood, Anderson
14. „Flying” instrumentalny – The Secret Machines
15. „Blue Jay Way” – The Secret Machines
16. „I Am The Walrus” – Bono, The Secret Machines
17. „Being for the Benefit of Mr. Kite!” – Izzard
18. „Because” – Wood, Sturgess, Anderson, Fuchs, Carpio, McCoy
19. „Something” – Sturgess
20. „Oh! Darling” – Fuchs, McCoy
21. „Strawberry Fields Forever” – Sturgess, Anderson
22. „Revolution” – Sturgess
23. „While My Guitar Gently Weeps” – McCoy, Sturgess
24. „Across the Universe” – Sturgess (zmiksowana z „Helter Skelter”)
25. „Helter Skelter” – Fuchs (zmiksowana z „Across the Universe”)
26. „And I Love Her” (zmiksowana z „Helter Skelter” i „Across the Universe”)
27. „Happiness Is a Warm Gun” – Anderson, Hayek, pacjenci
28. „A Day In The Life” – Jeff Beck
29. „Blackbird” – Wood
30. „Hey Jude” – Anderson, Mounsey
31. „Don’t Let Me Down” – Fuchs, McCoy
32. „All You Need Is Love” – Sturgess, Fuchs, Carpio, McCoy
33. „Lucy in the Sky with Diamonds” – Bono, The Edge